# Число Фортуна
Число Фортуна або фортунове число (за іменем новозеландського соціального антрополога Ріо Франкліна Фортуна) — найменше ціле m>1, таке, що для заданого додатного цілого числа n число pn#+m є простим, де прайморіал pn# — це добуток перших n простих чисел.
Наприклад, для знаходження сьомого числа Фортуна потрібно обчислити добуток перших семи простих чисел (2, 3, 5, 7, 11, 13 і 17), що дасть 510510. Додавання до результату 2 дає знову парне число, додавання 3 дасть число, що ділиться на 3, і так буде тривати аж до 18. Додавання 19, однак, дає число 510 529, яке є простим. Таким чином, 19 є числом Фортуна. Число Фортуни для pn# завжди більше ніж pn і всі його дільники більші ніж pn. Це є наслідком того, що pn#, а отже й pn#+m, діляться на прості подільники чисел m, що не перевищують pn.
Числа Фортуна для перших декількох прайморіалів:
3, 5, 7, 13, 23, 17, 19, 23, 37, 61, 67, 61, 71, 47, 107, 59, 61, 109, … (послідовність A005235 в OEIS).
Відсортовані числа Фортуна без повторень:
3, 5, 7, 13, 17, 19, 23, 37, 47, 59, 61, 67, 71, 79, 89, 101, 103, 107, 109, 127, 151, 157, 163, 167, 191, 197, 199,. . .(послідовність A046066 з Онлайн енциклопедії послідовностей цілих чисел, OEIS).
Ріо Фортун висловив припущення, що серед цих чисел немає складених (гіпотеза Фортуна).
Просте фортунове — це число Фортуна, що є також і простим, станом на 2012 рік всі відомі числа Фортуна є простими.